# Гокланы
Гоклены или Гокланы (туркм. Gökleňler) — туркменское племя, проживающее в Балканском велаяте Туркменистана. В истории они мигрировали с побережья Сейхуна на запад Туркменистана. 
Племя гоклен, которое в прежние времена насчитывало около 12 тысяч семей, было вынуждено покидать свои традиционные земли из-за давления со стороны персов и йомутов с одной стороны, и бунджурских курдов с другой. Этот процесс миграции начался давно, и гоклены начали переселяться на территории, находившиеся под властью Хивы. Согласно некоторым источникам, к началу 1864 года их оставалось всего около 2400 семей, на которых персидское правительство могло рассчитывать как на подданных. Их кочевья простирались между провинцией Астрабад (ныне Голестан) и рекой Гурген, начиная от Гомбеде-Кавуса с одной стороны и до Симулгана при истоке Гургена с другой. Одной из причин миграции также была нехватка воды.
Согласно Большой советской энциклопедии, гоклены являются крупным племенным подразделением туркменского народа и их численность за пределами Туркменистана насчитывается около 27 тысяч человек, большая часть представителей племени проживает в Илялинском районе, а другая часть — в Кара-Калинском районе. При этом энциклопедия отмечает, что на территории Ирана определить численность племени гораздо труднее.
В настоящее время их население оценивается примерно в 300 000 человек.